# Lista över museer i Göteborg
Lista över museer i Göteborg förtecknar museer i Göteborgs kommun.
| Namn                             | Typ                                  | Plats                                                     | Koordinater                                                | Bild |
| -------------------------------- | ------------------------------------ | --------------------------------------------------------- | ---------------------------------------------------------- | ---- |
| Aeroseum                         | Flygupplevelsemuseum                 | Före detta Göta flygflottiljs berghangarer, Säve          | 57°46′15″N 11°52′50″Ö / 57.77083°N 11.88056°Ö              |      |
| Annedals lägenhetsmuseum         | Lägenhetsmuseum, arbetslivsmuseum    | Brunnsgatan 14, Annedal                                   | 57°41′35.94″N 11°57′38.76″Ö / 57.6933167°N 11.9607667°Ö    |      |
| Barken Viking                    | Museifartyg                          | Lilla Bommens torg 10, Gullbergsvass                      | 57°42′45.6″N 11°57′54.9″Ö / 57.712667°N 11.965250°Ö        |      |
| Elyseum                          | Energimuseum                         | Västgötagatan, Heden                                      | 57°42′16.02″N 11°58′51.3″Ö / 57.7044500°N 11.980917°Ö      |      |
| Fiskebäcks museum                | Fiskemuseum                          | Fiskebäcks hamn, Fiskebäck                                |                                                            |      |
| Göteborgs konsthall              | Konstmuseum                          | Götaplatsen, Lorensberg                                   | 57°41′47.5″N 11°58′47.0″Ö / 57.696528°N 11.979722°Ö        |      |
| Göteborgs konstmuseum            | Konstmuseum                          | Götaplatsen, Lorensberg                                   | 57°41′47.0″N 11°58′50.2″Ö / 57.696389°N 11.980611°Ö        |      |
| Göteborgs Maritima Centrum       | Fartygsmuseum                        | Packhuskajen, Nordstaden                                  | 57°42′31″N 11°57′36″Ö / 57.70861°N 11.96000°Ö              |      |
| Göteborgs Naturhistoriska museum | Naturhistoriskt museum               | Museivägen, Slottsskogen                                  | 57°41′24.49″N 11°56′58.35″Ö / 57.6901361°N 11.9495417°Ö    |      |
| Göteborgs remfabrik              | Arbetslivsmuseum                     | Åvägen 15, Gårda                                          | 57°42′10.8″N 11°59′29.41″Ö / 57.703000°N 11.9915028°Ö      |      |
| Göteborgs spårvägsmuseum         | Spårvägsmuseum                       | J. Sigfrid Edströms gata 2, Gårda                         | 57°42′36.58″N 11°59′32.47″Ö / 57.7101611°N 11.9923528°Ö    |      |
| Göteborgs stadsmuseum            | Stadshistoriskt museum               | Norra Hamngatan 12, Nordstaden                            | 57°42′22″N 11°57′48″Ö / 57.70611°N 11.96333°Ö              |      |
| Hasselblad center                | Fotografiskt museum                  | Götaplatsen 6, Göteborgs konstmuseum                      | 57°41′47.0″N 11°58′50.2″Ö / 57.696389°N 11.980611°Ö        |      |
| Idrottsmuseet                    | Idrottsmuseum                        | Övre Kaserngården 12, Kvibergs kaserner, Kviberg          | 57°44′14″N 12°1′55″Ö / 57.73722°N 12.03194°Ö               |      |
| Kortedala museum, 2 rum och kök  | Lägenhetsmuseum                      | Adventsvägen 1, Kortedala                                 | 57°45′29.16″N 12°2′9.36″Ö / 57.7581000°N 12.0359333°Ö      |      |
| Medicinhistoriska museet         | Medicinhistoriskt museum             | Östra Hamngatan 11, Oterdahlska huset, Nordstaden         | 57°42′31.87″N 11°57′59.61″Ö / 57.7088528°N 11.9665583°Ö    |      |
| Nostalgicum                      | Arbetslivsmuseum                     | Byfogdegatan 3, Gamlestaden                               | 57°43′35″N 12°0′33″Ö / 57.72639°N 12.00917°Ö               |      |
| Psykiatrimuseet                  | Medicinhistoriskt museum             | Lillhagsparken 19, Lillhagsparkens sjukhus, Hisings Backa | 57°45′35″N 11°57′55″Ö / 57.75972°N 11.96528°Ö              |      |
| Röhsska museet                   | Design- och konsthantverksmuseum     | Vasagatan 37–37, Lorensberg                               | 57°42′0.238″N 11°58′24.172″Ö / 57.70006611°N 11.97338111°Ö |      |
| Radiomuseet                      | Radiomuseum, teknikhistoriskt museum | Anders Carlssons gata 2, Lundbyvassen                     | 57°42′30″N 11°56′42″Ö / 57.70833°N 11.94500°Ö              |      |
| Sjöfartsmuseet Akvariet          | Sjöfartsmuseum                       | Gamla Varvsparken, Majorna                                | 57°41′57.18″N 11°55′55.74″Ö / 57.6992167°N 11.9321500°Ö    |      |
| Universeum                       | Vetenskapscentrum                    | Södra Vägen 50 / Korsvägen, Heden                         | 57°41′11″N 11°59′20.67″Ö / 57.68639°N 11.9890750°Ö         |      |
| Volvo museum                     | Bilmuseum                            | Arendals Skans, Arendal                                   | 57°41′44″N 11°49′11″Ö / 57.69556°N 11.81972°Ö              |      |
| Världskulturmuseet               | Världskulturmuseum                   | Södra Vägen 54, Heden                                     | 57°41′40.73″N 11°59′21.76″Ö / 57.6946472°N 11.9893778°Ö    |      |